# Namsos Lufthavn
Namsos Lufthavn, Høknesøra (IATA: OSY, ICAO: ENNM) er en regional lufthavn beliggende langs floden Namsen, lige udenfor byen Namsos i Nord-Trøndelag fylke i Norge. Lufthavnen betjenes af Dash 8-fly fra Widerøe. Den ejes og drives af Avinor.

## Destinationer
|       | Flyselskab | Destinationer                         |
| ----- | ---------- | ------------------------------------- |
| Norge | Widerøe    | Mo i Rana, Mosjøen, Rørvik, Trondheim |

64°28′N 11°36′Ø / 64.467°N 11.600°Ø